# Dipartimento di Tandjilé Centrale
Il dipartimento di Tandjilé Centrale è un dipartimento del Ciad facente parte della provincia di Tandjilé. Ha come capoluogo la città di Béré.

## Comuni
Il dipartimento comprende i seguenti comuni:
- Béré
- Delbian
- Tchoua